# دان سميث (لاعب هوكي جليد)
دان سميث هو لاعب هوكي جليد كندي، ولد في 19 أكتوبر 1976 في Fernie, British Columbia ‏ في كندا.

## وصلات خارجية
- دان سميث على موقع دوري الهوكي الوطني (الإنجليزية)
- دان سميث على موقع EliteProspects.com (الإنجليزية)
- دان سميث على موقع HockeyDB.com (الإنجليزية)
- دان سميث على موقع Hockey-Reference.com (الإنجليزية)